# 池上萬善祠
池上萬善祠，又稱為萬安萬善祠，位於臺東縣池上鄉萬安村稻米原鄉館旁。建廟年代不可考，但是收有1888年花東地區大庄事件的清軍與居民遺骸，因此該廟落成應早於1888年。
祠堂內主要供奉池上地區農民在田地裡挖掘到的遺骸，池上鄉錦園村、萬安村、富興村三村居民固定於每年農曆7月29日進行普渡儀式。
1978年（民國67年）由於廟宇年久失修，由地方人士集資修建，並由時任村長葉錦章命名為「萬善祠」。
2017年鄰近萬善祠的錦園保安宮協助進行修繕。